# Ali Ahmeti
Ali Ahmeti, född den 4 januari 1959 i Zajas nära Kičevo i Makedonien i Jugoslavien, är en makedonsk-albansk politiker och partiledare för Demokratiska integrationsunionen sedan 2001.
Mellan 1979 och 1983 studerade han filosofi vid Pristinas universitet.[källa behövs]
Ahmeti sattes i fängsligt förvar i ett år av serbiska myndigheter på grund av sin ledande roll i studentkravallerna 1981 i Kosovo.[källa behövs]
Ahmeti fick 1986 politisk asyl i Schweiz men återvände till hemlandet 2001 för att bringa olika grupper att samverka.
Ahmeti är även känd som politisk ledare för före detta Nationella befrielsearmén i 2001 års albansk-makedonska konflikt.